# 千野志麻
千野志麻（1977年8月9日—），出身於靜岡縣沼津市。日本女性自由播報員，前富士電視台播報員（2000年—2005年）。婚後冠夫姓橫手志麻。

## 經歷
先後就讀於不二聖心女子學院中學校·高等學校、聖心女子大學文學部。父親千野慎一郎曾任沼津市議會議員，有兄長一人。
名字「志麻（しお）」，是父母引用《馬太福音》第5章第13～16節「你們是世上的光」和「你們是世上的鹽」，希望她能成為世上不可缺少的存在（光鹽女子學院到名字也是如此來源）。
暱稱「CHINOPAN」（チノパン），來源於2000年至2001年的自身冠名節目《CHINOPAN》，原先只是取與「奇諾褲」諧音之意，後來「XX-PAN」系列成為富士電視台當家女主播的稱呼。
2000年加入富士電視台，2005年12月退社。2006年和福田康夫的外甥、高盛社員橫手信一結婚。2006年4月1日舉行婚禮，除了福田康夫之外，主要嘉賓還有森喜朗、扇千景、安倍晉三等政治家，皇太子德仁親王妃雅子的母親小和田優美子；媒酌人是駿河銀行社長岡野光喜夫婦；婚禮司儀是富士電視台的上司露木茂和前輩內田恭子。
婚後以家庭優先，大幅減少了播報員工作，成為自由主播。育有兩兒一女。

## 車禍事故
2013年1月2日，在靜岡縣沼津市一處停車場內，千野不慎撞死一名男子。目前警方已決定將千野的資料移交檢察廳。

## 外部連結
- 千野志麻官方網頁[永久]